# Großsteingrab Hjortegårdene 1
Das Großsteingrab Hjortegårdene 1 war eine megalithische Grabanlage der jungsteinzeitlichen Nordgruppe der Trichterbecherkultur im Kirchspiel Draaby in der dänischen Kommune Frederikssund. Es wurde im 19. oder frühen 20. Jahrhundert zerstört.

## Lage
Das Grab befand sich in Hjortegårde vor dem heutigen Haus Strandvej 4. In der näheren Umgebung gibt bzw. gab es zahlreiche weitere megalithische Grabanlagen.

## Forschungsgeschichte
Im Jahr 1873 führten Mitarbeiter des Dänischen Nationalmuseums eine Dokumentation der Fundstelle durch. Bei einer weiteren Dokumentation im Jahr 1942 waren keine baulichen Überreste mehr auszumachen.

## Beschreibung
Die Anlage besaß eine nordwest-südöstlich orientierte rechteckige Hügelschüttung, die 1873 noch eine erhaltene Länge von 10 m und eine Breite von 6 m aufwies. Ursprünglich war der Hügel wohl noch etwas länger, im Südosten war bereits ein Stück abgetragen. Von der Umfassung waren noch fünf Steine an der südwestlichen Langseite, drei Steine an der nordöstlichen Langseite und ein Stein an der nordwestlichen Schmalseite erhalten.
Etwa 4,5 m vom nordwestlichen Ende des Hügels entfernt befand sich eine Grabkammer. Sie war 1873 fast vollständig in der Hügelschüttung verborgen, nur ein Deckstein war erkennbar. Maße, Orientierung und Typ der Kammer ließen sich nicht bestimmen.